# خالد الفواز
خالد عبد الرحمن الفواز (بالإنجليزية: Khalid al-Fawwaz) ويُعرف باسم أبو عمر السبيعي (أبو عُمر) (25 أغسطس 1962) هو مُواطن سعودي الذي كان ضمن لائحة الاتهام في الولايات المتحدة منذ عام 1998، حيث اتُهم بالمساعدة في إعداد وتخطيط تفجيرات سفارات الولايات المتحدة في كل من نيروبي ودار السلام في 7 أغسطس 1998. تم تسليمه وترحيله إلى الولايات المتحدة في أكتوبر 2012.
كان خالد الفواز ضمن قائمة لجنة الأمم المتحدة رقم 1267 للأفراد المُنتمين أو المرتبطين بتنظيم القاعدة، وأدرجه مكتب مراقبة الأصول الأجنبية التابع لوزارة الخزانة الأمريكية ضمن قوائم الإرهاب.
وفقا لبيان وزارة الخزانة، فإن خالد الفواز وُلد في 25 أغسطس 1962. انتقل إلى لندن في عام 1994. عينه أسامة بن لادن كأول رئيس للجهاز الإعلامي المسمى لجنة المشورة والإصلاح في لندن، حيث التقى عادل عبد الباري وأبو قتادة إضافة لآخرين. في عام 1995، أثناء وجود بن لادن في السودان، قيل إن الفواز كان يُحاول تمهيد الطريق أمام بن لادن للانتقال إلى بريطانيا.
قُبض عليه بموجب قانون منع الإرهاب لعام 1998، كجزء من عملية التحدي، التي أسفرت عن اعتقال سبعة رجال مقيمين في المملكة المتحدة مُتهمين بكونهم لهم صلات بالإرهاب. واتهم أحد الرجال بتهمة حيازة سلاح. بعد مرور ستة أشهر عن حملة الاعتقالات، نظم المسلمون في بريطانيا مُظاهرة أمام 10 داونينغ ستريت للاحتجاج على استمرار حبس الرجال السبعة. بعد اعتقاله في المملكة المتحدة سنة 1998، تم نقله إلى الولايات المتحدة في 2012 بعد معركة قضائية طويلة لتسليمه.
ادعى الحسين خيرتشو الذي أدلى بشهادته لصالح الولايات المتحدة، أن الفواز كان قائداً لما يسمى «معسكر أبو بكر الصديق»، وهو معسكر تدريب تابع لتنظيم القاعدة يوجد في خوست في أفغانستان.
كان من المقرر أن تبدأ مُحاكمته في 3 نوفمبر 2014 مع المدعَى عليه الآخر أبو أنس الليبي والمعروف أيضًا باسم «نزيه الراجحي» أو «أنس السباعي»، أمام القاضي لويس أ. كابلان. لكن توفي المتهم أبو أنس الليبي في مستشفى في نيويورك في بعد إصابته بمرض الالتهاب الكبدي والسرطان. في الوقت نفسه، أقر عبد الباري بأنه مُذنب في 6 فبراير 2014.
في 15 مايو 2015، حُكم عليه بالسجن مدى الحياة، بعدما أُدين بأربع تهم بالتآمر لقتل أميركيين والتأمر لتدمير ممتلكات أميركية من قبل المحكمة الفيدرالية الأميركية في مانهاتن. أدت الهجمات على السفارتين إلى مقتل 224 شخصا وإصابة نحو 5000 آخرين.